# Etterbeek
Etterbeek is een plaats en gemeente in het Brussels Hoofdstedelijk Gewest in België. De gemeente telt ruim 49.000 inwoners.
De gemeente grenst, met de klok mee, aan Elsene, Brussel-stad (de Europese wijk), een klein stukje Schaarbeek, Sint-Lambrechts-Woluwe, Sint-Pieters-Woluwe en Oudergem.

## Geschiedenis

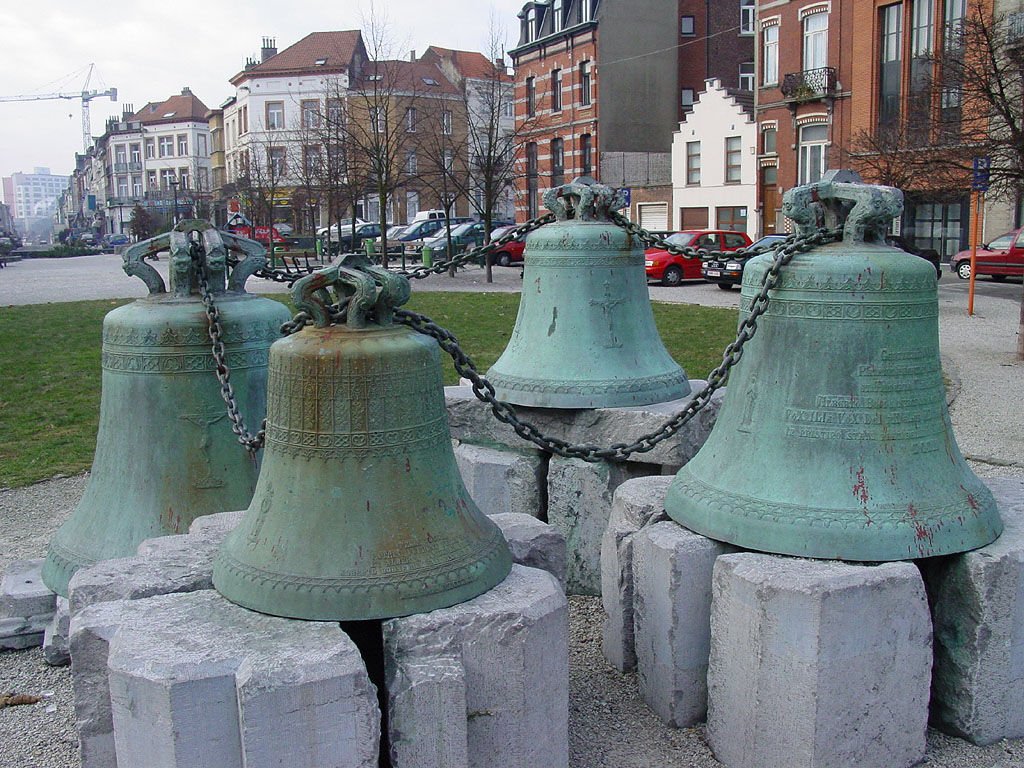
De klokken van de voormalige Sint-Gertrudiskerk

Het dorp Etterbeek ontstond aan de Maalbeek rond het huidige Van Meyelplein. De naam Etterbeek werd voor de eerste maal vermeld als "Ietrebecca" in het jaar 1127. De origine van de naam komt uit het Keltische 'ett', wat 'snelle beweging' betekent. Etterbeek kan dan vertaald worden als "snel vliedende beek".
Etterbeek hing lange tijd af van de meierij van Rode. De eerste kerk in Etterbeek werd vermoedelijk in de negende eeuw gebouwd op het huidige Van Meyelplein. Het werd pas in 1673 een eigen heerlijkheid. Na de Franse invasie werd Etterbeek als gemeente ingedeeld bij het kanton Sint-Stevens-Woluwe van het Dijledepartement.
In de 17e eeuw werd de eerste kerk van Etterbeek vervangen door een nieuwe kerk, die op zijn beurt in 1750 werd afgebroken. De laatste Sint-Gertrudiskerk werd in 1889 gebouwd, achter de bestaande kerk. Nadien werd de oude kerk afgebroken en deze ruimte samen met het rondliggende kerkhof werd het Van Meyelplein. Op 11 mei 1993 verwittigde een inwoner de burgemeester dat er scheuren in de torenmuur waren. Op vrijdag 14 mei 1993 nam de burgemeester een spoedbeslissing om de kerk af te breken wegens instortingsgevaar. 's Anderendaags in de vroege ochtends werd begonnen met de afbraak.
Rond 1800 strekte de bebouwing zich uit langsheen de steenweg naar Sint-Pieter van het huidige Sint-Pietersplein tot de vijvers aan de huidige Vijverstraat en de locatie van het ziekenhuis. Etterbeek telde toen 1100 à 1200 inwoners.
Oorspronkelijk was Etterbeek veel groter in oppervlakte. In 1853 annexeerde de stad Brussel, met goedkeuring van de regering, de vallei van de Maalbeek van aan het Jourdanplein tot iets verder dan de Wetstraat, met de Belliardstaat, de Wetstraat, het Jubelpark en al het tussenliggend gebied. Van het Jubelpark is enkel de driehoek met de vijver aan het begin van de Tervurenlaan nog het grondgebied van Etterbeek. Ten tijde van de annexatie bestond het Jubelpark nog niet, dit was grotendeels het militair oefenveld dat de stad Brussel moest ter beschikking stellen aan het leger.
In het begin van de 20e eeuw kreeg Etterbeek er nog een tweede kerk en parochie bij aan de Jachtwijk: de Sint-Antoniuskerk aan het gelijknamige plein. Later in de 20e eeuw kwam er dan nog een derde kerk en parochie: de kerk van het Heilig Hart.

## Bezienswaardigheden
- Lijst van beschermd onroerend erfgoed in Etterbeek

- De Sint-Gertrudiskerk
- De Onze-Lieve-Vrouw van het Heilig Hartkerk
- De Sint-Antonius van Paduakerk
- De Sint-Jan Chrysostomoskerk
- Het Sint-Michielscollege met:
  - De Sint-Jan-Berchmanskerk
- De Sint-Pantaleon-en-Sint-Nicolaaskerk, Jean-André de Motstraat 47, orthodoxe kerk
- Het Jubelpark met zijn musea ligt op de grens van Etterbeek met Brussel.
- Het Cauchiehuis, een museum
- Het Museum van de geïntegreerde politie

## Natuur en landschap
Etterbeek ligt in het dal van de Maalbeek op een hoogte van 57-88 meter. De plaats is geheel verstedelijkt want ligt binnen de Brusselse agglomeratie.
Enkele groene ruimten zijn:
- Het Jean-Félix Happark
- De Tuinen van Fontenay
- Het Kinderparadijspark
- Het I.N.G.-park
- De Tuinwijk Jouët-Rey
- Het Koning Overwinnaarplein

## Demografische ontwikkeling
- Bronnen:NIS, Opm:1806 tot en met 1981=volkstellingen; 1990 en later= inwonertal op 1 januari

| Inwoners van jaar tot jaar op 1 januari 1992 tot heden | Inwoners van jaar tot jaar op 1 januari 1992 tot heden | Inwoners van jaar tot jaar op 1 januari 1992 tot heden |
| jaar                                                   | Aantal                                                 | Evolutie: 1992=index 100                               |
| ------------------------------------------------------ | ------------------------------------------------------ | ------------------------------------------------------ |
| 1992                                                   | 38.804                                                 | 100,0                                                  |
| 1993                                                   | 38.668                                                 | 99,6                                                   |
| 1994                                                   | 38.522                                                 | 99,3                                                   |
| 1995                                                   | 38.727                                                 | 99,8                                                   |
| 1996                                                   | 38.400                                                 | 99,0                                                   |
| 1997                                                   | 38.315                                                 | 98,7                                                   |
| 1998                                                   | 39.235                                                 | 101,1                                                  |
| 1999                                                   | 39.162                                                 | 100,9                                                  |
| 2000                                                   | 39.404                                                 | 101,5                                                  |
| 2001                                                   | 39.634                                                 | 102,1                                                  |
| 2002                                                   | 40.378                                                 | 104,1                                                  |
| 2003                                                   | 41.019                                                 | 105,7                                                  |
| 2004                                                   | 41.342                                                 | 106,5                                                  |
| 2005                                                   | 41.097                                                 | 105,9                                                  |
| 2006                                                   | 41.740                                                 | 107,6                                                  |
| 2007                                                   | 42.342                                                 | 109,1                                                  |
| 2008                                                   | 42.972                                                 | 110,7                                                  |
| 2009                                                   | 43.512                                                 | 112,1                                                  |
| 2010                                                   | 44.352                                                 | 114,3                                                  |
| 2011                                                   | 45.257                                                 | 116,6                                                  |
| 2012                                                   | 45.502                                                 | 117,3                                                  |
| 2013                                                   | 46.228                                                 | 119,1                                                  |
| 2014                                                   | 46.427                                                 | 119,6                                                  |
| 2015                                                   | 46.773                                                 | 120,5                                                  |
| 2016                                                   | 47.180                                                 | 121,6                                                  |
| 2017                                                   | 47.414                                                 | 122,2                                                  |
| 2018                                                   | 47.786                                                 | 123,1                                                  |
| 2019                                                   | 48.367                                                 | 124,6                                                  |
| 2020                                                   | 48.473                                                 | 124,9                                                  |
| 2021                                                   | 48.331                                                 | 124,6                                                  |
| 2022                                                   | 48.535                                                 | 125,1                                                  |
| 2023                                                   | 49.558                                                 | 127,7                                                  |
| 2024                                                   | 49.775                                                 | 128,3                                                  |
| 2025                                                   | 49.131                                                 | 126,6                                                  |

## Aangrenzende gemeenten
| Aangrenzende gemeenten | Aangrenzende gemeenten | Aangrenzende gemeenten | Aangrenzende gemeenten | Aangrenzende gemeenten |
| ---------------------- | ---------------------- | ---------------------- | ---------------------- | ---------------------- |
| Brussel                |                        | Schaarbeek             |                        | Sint-Lambrechts-Woluwe |
|                        |                        |                        |                        |                        |
| Brussel                | Sint-Pieters-Woluwe    |                        |                        |                        |
|                        |                        |                        |                        |                        |
| Elsene                 |                        | Elsene                 |                        | Oudergem               |

Etterbeek is een van de 6 Brusselse gemeenten die niet grenzen aan een Vlaamse gemeente.

## Politiek

### Resultaten gemeenteraadsverkiezingen sinds 1976
| Partij of kartel     | Partij of kartel                                     | 10-10-1976 | 10-10-1976 | 10-10-1982 | 10-10-1982 | 9-10-1988 | 9-10-1988 | 9-10-1994 | 9-10-1994 | 8-10-2000 | 8-10-2000 | 8-10-2006 | 8-10-2006 | 14-10-2012 | 14-10-2012 | 14-10-2018 | 14-10-2018 | 13-10-2024 | 13-10-2024 |
| Stemmen / Zetels     | Stemmen / Zetels                                     | %          | 37         | %          | 35         | %         | 35        | %         | 33        | %         | 33        | %         | 35        | %          | 35         | %          | 35         | %          | 35         |
| -------------------- | ---------------------------------------------------- | ---------- | ---------- | ---------- | ---------- | --------- | --------- | --------- | --------- | --------- | --------- | --------- | --------- | ---------- | ---------- | ---------- | ---------- | ---------- | ---------- |
|                      | PTB-PVA1/ PTB-PVDA2                                  | 0,671      | 0          | 0,311      | 0          | 0,221     | 0         | 0,491     | 0         | 0,852     | 0         | -         |           | -          |            | -          |            | 10,592     | 3          |
|                      | ECOLO1/ Ecolo-Groen2                                 | -          |            | 6,321      | 1          | 8,01      | 2         | 9,041     | 2         | 21,991    | 8         | 16,811    | 6         | 16,982     | 6          | 27,842     | 11         | 21,382     | 8          |
|                      | PS1/ LB2/ PS-sp.a+3/ PS-Vooruit4                     | 9,881      | 3          | 8,01       | 2          | 19,492    | 8         | 9,321     | 3         | 12,551    | 4         | 13,031    | 4         | 13,391     | 5          | 12,393     | 4          | 11,994     | 4          |
|                      | PSC1/ PRL-PSCA/ cdH2/ Alternative cdH3/ Les Engagés4 | 12,221     | 4          | 26,57A     | 10         | 14,521    | 5         | 14,811    | 5         | 14,51     | 4         | 16,032    | 6         | 13,192     | 4          | 7,713      | 2          | 12,174     | 4          |
|                      | PRL1/ PRL-PSCA/ LB2                                  | 8,271      | 3          | 26,57A     | 10         | 19,81     | 8         | 16,811    | 8         | 44,712    | 17        | 47,972    | 19        | 42,012     | 17         | 41,462     | 16         | 37,842     | 16         |
|                      | FDF1/ FDE3/ Défi4                                    | 55,671     | 25         | 46,191     | 19         | 23,591    | 10        | 16,253    | 6         | 44,712    | 17        | 47,972    | 19        | 9,961      | 3          | 9,074      | 2          | 3,384      | 0          |
|                      | KARTEL                                               | 8,13       | 2          | 7,14       | 2          | 5,33      | 1         | 5,38      | 1         | -         |           | -         |           | -          |            | -          |            | -          |            |
|                      | FN                                                   | -          |            | -          |            | -         |           | 8,81      | 2         | -         |           | -         |           | -          |            | -          |            | -          |            |
|                      | ECE                                                  | -          |            | -          |            | 4,53      | 1         | -         |           | -         |           | -         |           | -          |            | -          |            | -          |            |
|                      | UDRT-RAD                                             | -          |            | 5,24       | 1          | -         |           | -         |           | -         |           | -         |           | -          |            | -          |            | -          |            |
| Anderen(*)           | Anderen(*)                                           | 5,18       | 0          | 0,24       | 0          | 4,52      | 0         | 1,86      | 0         | 5,4       | 0         | 6,16      | 0         | 4,48       | 0          | 1,53       | 0          | 2,66       | 0          |
| Totaal stemmen       | Totaal stemmen                                       | 29.638     | 29.638     | 23.978     | 23.978     | 21.805    | 21.805    | 18.676    | 18.676    | 18.948    | 18.948    | 19.906    | 19.906    | 18.877     | 18.877     | 19.886     | 19.886     | 19.170     | 19.170     |
| Opkomst %            | Opkomst %                                            |            |            |            |            | 85,01     | 85,01     | 82,97     | 82,97     | 83,17     | 83,17     | 87,65     | 87,65     | 84,39      | 84,39      | 86,60      | 86,60      | 82,92      | 82,92      |
| Blanco en ongeldig % | Blanco en ongeldig %                                 | 4,38       | 4,38       | 4,51       | 4,51       | 5,82      | 5,82      | 4,2       | 4,2       | 5,62      | 5,62      | 4,20      | 4,20      | 5,13       | 5,13       | 5,70       | 5,70       | 5,25       | 5,25       |

(*) 1976: INTCOM (3,2%), PCB-KPB (1,98%) / 1982: MS / 1988: NOEL (3,59%), EVA (0,51%), ET (0,25%), L17 (0,17%) / 1994: LFB (0,53%), MERCI (0,73%), PLUS (0,6%) / 2000: FNB (3,12%), VU&ID (2,28%) / 2006: Vlaams Belang (3,88%), Etterbeek MON Village (2,28%) / 2012: Gauche (2,45%), Etterbeek MON Village (2,03%) / 2018: VOLT (1,53%) / 2024: Volt Europa Etterbeek (2,7%)
Al voor de verkiezingen van 14 oktober 2018 hadden de drie coalitiepartners die sinds 2012 besturen een voorakkoord gesloten om zo mogelijk de coalitie verder te zetten. Dit voorakkoord werd gezien de uitslag werkelijkheid.

### Representativiteit
Voor Etterbeek, net zoals voor de andere gemeenten van het Brussels Hoofdstedelijk Gewest, geldt dat het aantal kiezers in verhouding tot het aantal inwoners erg laag ligt, zowel absoluut als in vergelijking met de rest van het land. Dit is het gevolg van het hoge aandeel niet Belgische inwoners (ook al kunnen deze onder bepaalde voorwaarden over gemeentelijk stemrecht beschikken). Daarnaast ligt ook het aantal kiezers dat niet komt opdagen, ondanks de stemplicht, erg hoog zodat het totaal aantal uitgebrachte stemmen, inclusief ongeldige en blanco, in de 19 gemeenten van het gewest slechts 44,66% van het aantal inwoners bedraagt. Etterbeek scoort slechter met een verhouding van 41,49% uitgebrachte stemmen/inwoners.

#### Verhouding kiezers/inwoners en absenteïsme bij de gemeenteraadsverkiezingen van 14 oktober 2012
- Etterbeek: 49,16% (kiezers/inw.) - 15,61% (absenteïsme)
- Totaal Brussels Gewest : 53,89% (kiezers/inw.) - 17,14% (absenteïsme)

Ter vergelijking:
- Vlaamse provinciehoofdsteden: 69,30% (kiezers/inw.) - 12,12% (absenteïsme)
- Waalse provinciehoofdsteden: 69,04% (kiezers/inw.) - 17,31% (absenteïsme)

### Burgemeesters
- André Lemort (1830-1836)
- Jean-Baptiste Cammaerts (1837-1860)
- François-Louis Hap (1861-1862)
- Joseph Vandersmissen (1862-1865)
- Charles De Buck (1866-1868)
- Pierre Hap-Lemaître (1869-1871)
- Edouard Lacomble (1872-1880)
- Edouard Messens (1881-1898, 1907-1917)
- Nestor Plissart (1899-1906)
- Eugène Godeaux (1918-1924)
- Karel Plissaert (1924-1932)
- Louis Schmidt (1932-1942) (overleden in gevangenschap in Duitsland tijdens W.O.II)
- René Piret (1944-1970)
- Léon Defosset (FDF) (1971-1991)
- Vincent De Wolf (MR) (1992-)

### Bestuur 2024-2030
Het bestuur van Etterbeek bestaat uit een coalitie van de LB (lijst van de burgemeester), een lijst bestaande uit kandidaten van de MR, Open Vld en CD&V, Les Engagés en de socialistische lijst PS-Vooruit
De volgende personen maken deel uit van het bestuur:
| College van burgemeester en schepenen | College van burgemeester en schepenen | College van burgemeester en schepenen |
| ------------------------------------- | ------------------------------------- | ------------------------------------- |
| Burgemeester                          | Vincent De Wolf                       | LB (MR)                               |
| Schepenen                             | Patrick Lenaers                       | LB (MR)                               |
| Schepenen                             | Rachid Madrane                        | PS-Vooruit (PS)                       |
| Schepenen                             | Frank Van Bockstal                    | LB (CD&V)                             |
| Schepenen                             | Colette Njomgang-Fonkeu               | PS-Vooruit (PS)                       |
| Schepenen                             | Maryam Matin Far                      | LB (MR)                               |
| Schepenen                             | André du Bus                          | Les Engagés                           |
| Schepenen                             | Aziz Es                               | LB (MR)                               |
| Schepenen                             | Arnaud Van Praet                      | LB (MR)                               |

## Verkeer en vervoer
Etterbeek kan bereikt worden via drie treinstations, waarvan enkel station Merode binnen de gemeentegrenzen ligt. Station Etterbeek zelf ligt net over de grens op het grondgebied van Elsene. De twee stations die zich het dichtste bij het centrum bevinden zijn station Merode op lijn 26 en station Brussel-Luxemburg (Brussel) op lijn 161. Hiervan is station Merode het meest recente: het werd pas in 1976, samen met het gelijknamige metrostation, geopend op de reeds bestaande goederenspoorlijn. Etterbeek wordt doorkruist door metrolijn 5 met drie stations, Merode, Thieffry en Pétillon. Bovengronds zijn er tram 81 die vanuit Elsene via het Sint-Pietersplein en Merode naar Montgomery spoort en tramlijnen 7 en 25 die in Etterbeek het traject van de R21 volgen.

## Culturele plaatsen
- Nederlandstalige bibliotheek
- Gemeenschapscentrum De Maalbeek

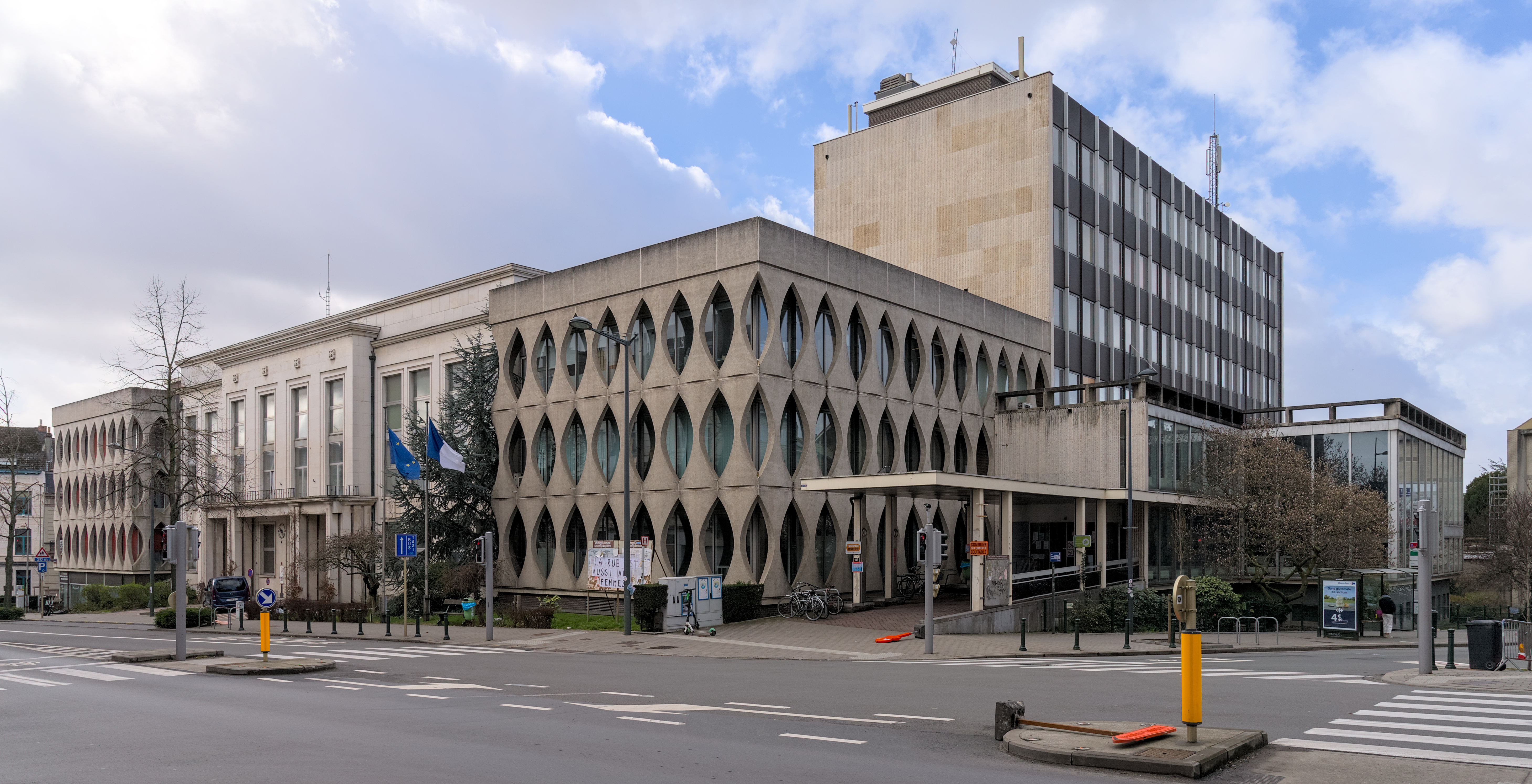
Het oud gemeentehuis van Etterbeek.

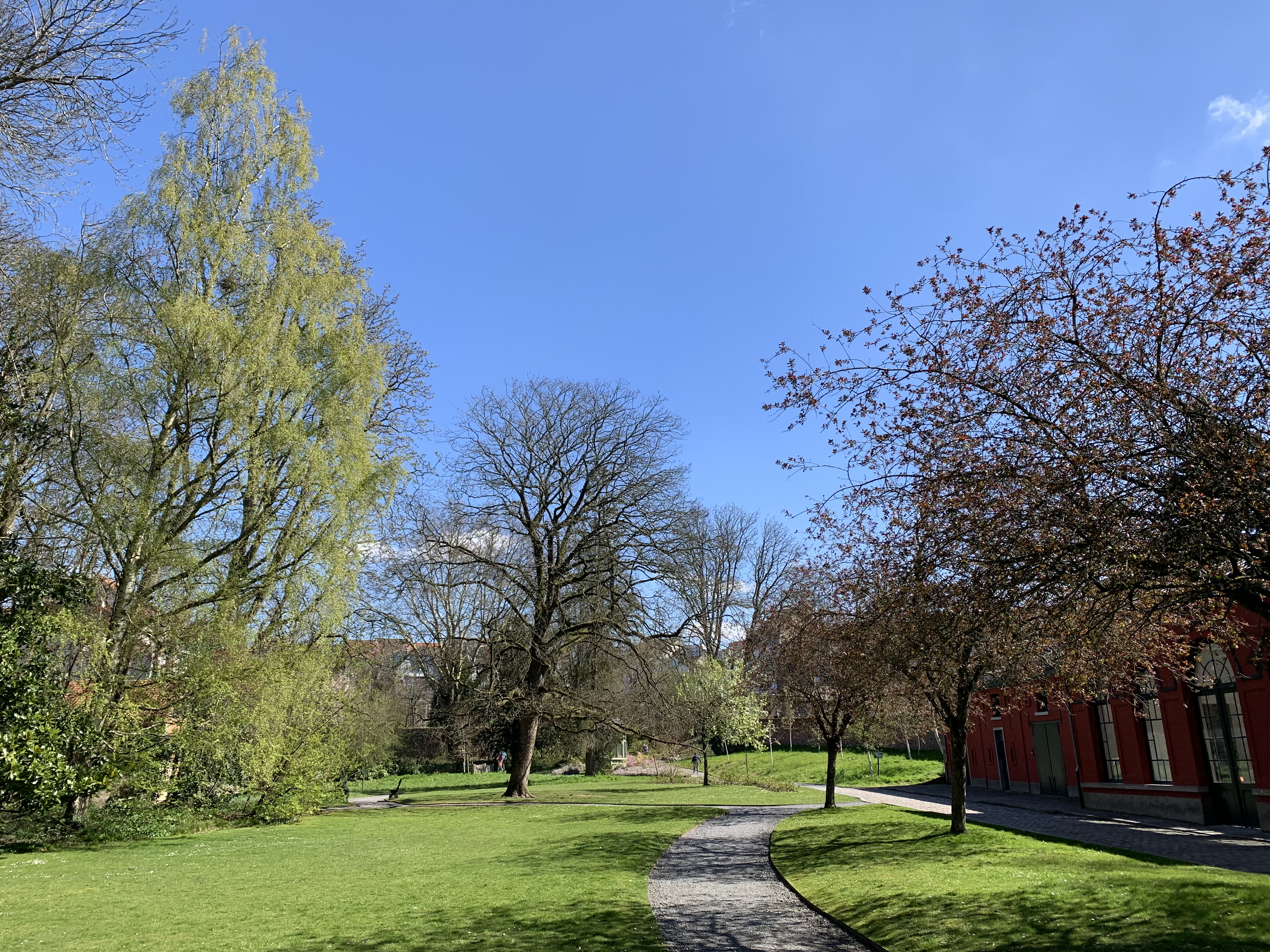
Het Jean-Félix Happark.

- Nederlandstalige kunstacademie RHoK-ACADEMIE
- L'Arrière-Scène, café-theater

Vaak wordt gedacht dat de hoofdcampus van de Vrije Universiteit Brussel in Etterbeek ligt, maar de hele campus Oefenplein (inclusief het gedeelte van de Université Libre de Bruxelles) ligt op het grondgebied van Elsene. Verwarrend genoeg heeft de universiteit het zelf altijd over de campus Etterbeek. Ook het NMBS-station Etterbeek ligt eigenlijk op het grondgebied van Elsene.

## Partnersteden
- Fontenay-sous-Bois (Frankrijk)
- Forte dei Marmi (Italië)
- Beauport (Canada)
- Essaouira (Marokko)

## Nabijgelegen kernen
Brussel, Elsene, Oudergem, Sint-Lambrechts-Woluwe